# Clint Mathis
Clint Mathis (* 25. November 1976 in Conyers, Georgia) ist ein ehemaliger US-amerikanischer Fußballspieler und aktueller Co-Trainer von Chicago Fire.

## Karriere
Mathis wuchs in Conyers (Georgia) auf. In seiner Jugend spielte er für die Rockdale Youth Soccer Association und dann für AFC Lightning, einen Verein, der in Fayetteville spielt. Auch für seine Highschool war er in der Schulmannschaft aktiv.
Anschließend spielte er College-Fußball an der University of South Carolina und wurde an sechster Stelle insgesamt von Los Angeles Galaxy in der ersten Runde des MLS College Draft 1998 gedraftet. Er erhielt seine erste Berufung für die US-Nationalmannschaft am 6. November 1998 gegen Australien.
Der Mittelfeldspieler Clint Mathis begann seine Profikarriere bei LA Galaxy und wechselte 2000 zu New Jersey Metro Stars. Er spielte eine überzeugende Fußball-Weltmeisterschaft 2002, wo er mit seiner Mannschaft bis ins Viertelfinale kam und gegen Deutschland ausschied.
Nach der WM 2002 wurde Mathis mit verschiedenen deutschen Vereinen in Verbindung gebracht, insbesondere mit dem FC Bayern München. Trotzdem wechselte er erst 2004 in die Bundesliga zu Hannover 96. In der Rückrunde der Saison 2003/04 erzielte der Stürmer für Hannover 4 Bundesligatore in 16 Spielen. Es gelang ihm in der Folgesaison jedoch nicht, Stammspieler zu bleiben. Zudem fiel er bei Trainer Ewald Lienen in Ungnade. Große Beachtung fand in diesem Zusammenhang sein Torjubel über sein Tor zum 1:0 gegen den FC Schalke 04 am 25. September 2004: Mathis machte mit wütenden Gesten und einem Fingerzeig Richtung Lienen seinem Frust über sein Reservisten-Dasein und seine späte Einwechslung in diesem Spiel lautstark Luft. Zudem griff er sich an sein Geschlechtsteil. Im Dezember 2004 wurde sein Vertrag aufgelöst.
Zur Saison 2005 kehrte er in die Major League Soccer in seine Heimat zurück. In den USA spielte er für Real Salt Lake, Colorado Rapids, New York Red Bulls und Los Angeles Galaxy. Bei Galaxy allerdings spielte er insgesamt zwei Monate und nahm nur an Testspielen teil. Bei den drei anderen Mannschaften gehörte er zur Stammelf.
Im Januar 2008 wechselte Mathis zum griechischen Erstligisten Lyttos Ergotelis. Am Ende der Saison 2008/2009 wechselte er im August zurück zu Real Salt Lake, für die er schon 2005 gespielt hat.
Am 4. August 2010 gab Clint Mathis sein Karriereende aufgrund von zahlreichen Verletzungen bekannt.